# Valle San Martino
La Valle San Martino (Àl San Martì in dialetto bergamasco, Val San Martin in dialetto lecchese) è una zona geografica della Lombardia posta tra la provincia di Lecco e la provincia di Bergamo. A dispetto del nome la Valle San Martino non è propriamente una valle, infatti si sviluppa da nord lungo la sponda idrografica sinistra dell'Adda per poi proseguire verso sud-est nella valle tra il monte Canto e il monte Linzone, fino al colle d'Albenza.

## Geografia fisica

### Territorio
La valle si sviluppa da nord sulla sinistra orografica del fiume Adda, che nasce dal ramo orientale del Lario, proprio in prossimità di Vercurago, alle porte della città di Lecco. Con andamento da nord-ovest verso sud-est prosegue il suo corso affiancando il fiume, abbandonato nei pressi del confine amministrativo tra le due province. Qui assume le connotazioni proprie di una valle, stretta a sinistra tra le pendici del monte Albenza, che la separa dalla Valle Imagna, ed a destra dai declivi del Monte Canto. Dopo aver oltrepassato il centro abitato di Pontida, la valle si disperde poi nella grande piana di Almenno, nei pressi di Ambivere e Prezzate (sulla provinciale Bergamo-Lecco).

## Origine del nome
Il toponimo "Valle San Martino" ha origine incerta, ma l'ipotesi più accreditata è che il nome derivi dalla presenza nel territorio di Calolzio di una chiesetta altomedievale intitolata a San Martino di Tours. Il culto di San Martino si diffuse in Italia in seguito alla sconfitta dei Longobardi da parte dei Franchi.

## Storia

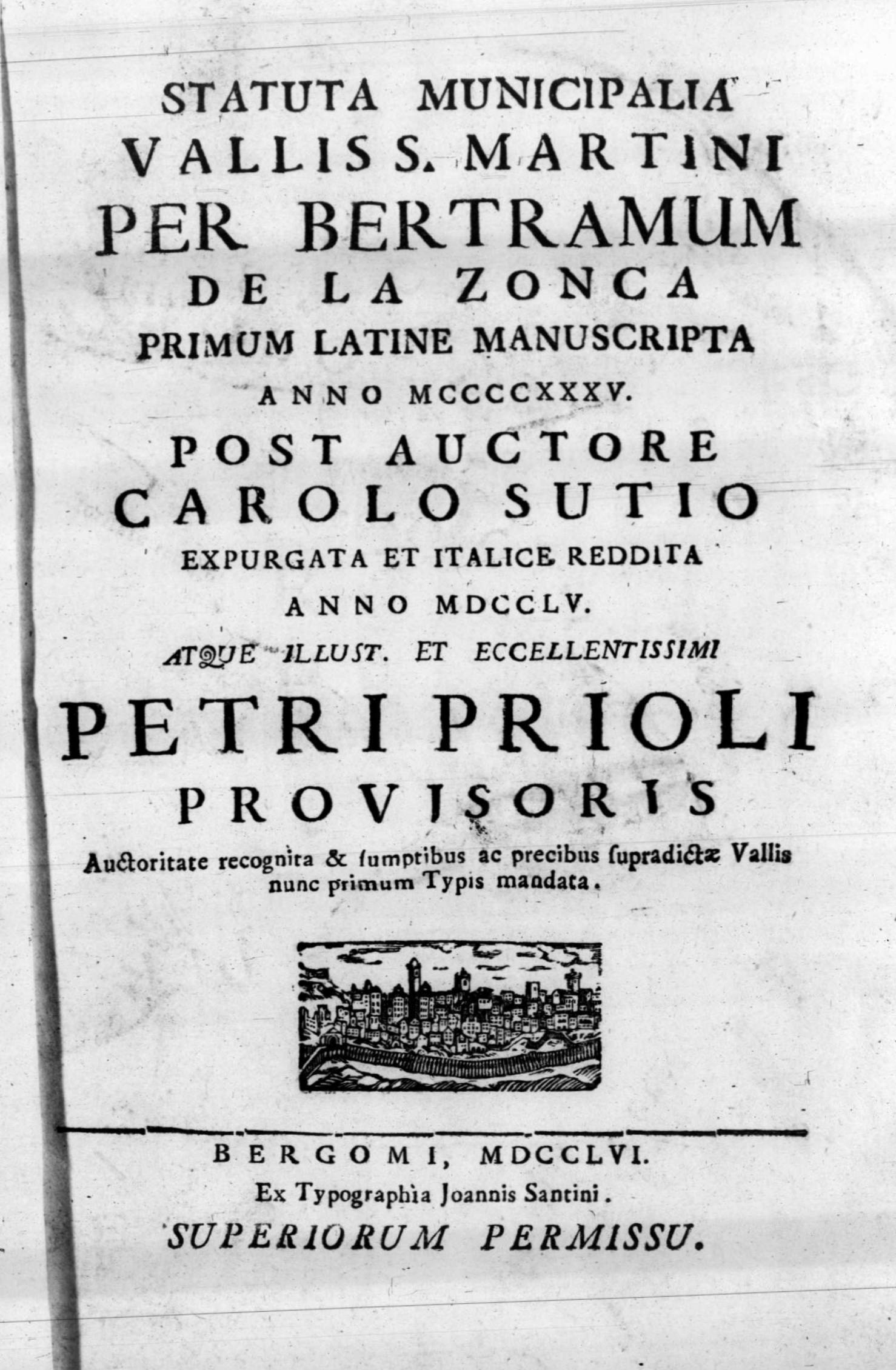
Gli statuti della Valle San Martino del 1435 (Statuta municipalia vallis S. Martini per Bertramum de la Zonca primum latine manuscripta anno 1435), 1756

I primi segni della presenza umana sono molto antichi, come si evince dai ritrovamenti rinvenuti ad Erve (un teschio appartenuto ad un Homo sapiens) ed a Somasca (piccolo insediamento abitativo risalente all'Età del bronzo).
Il territorio della valle venne poi interessato in epoca romana dalla presenza di un'importante strada di collegamento che univa la città di Bergamo con quella di Como. Lungo il tragitto della stessa si verificarono piccoli insediamenti abitativi, senza che questi assumessero carattere rilevante.
Anche i successivi secoli non portarono episodi degni di nota, se non la presenza nelle zone limitrofe di insediamenti longobardi prima e dei Franchi poi.
Questi ultimi instaurarono l'istituzione politica del Sacro Romano Impero, con cui nacque il feudalesimo. Ed è in questo periodo che sul territorio cominciarono a svilupparsi insediamenti abitativi di una certa consistenza dei quali si hanno notizie già prima del X secolo.
Nel periodo medievale sul territorio nacquero numerose fortificazioni tra cui numerosi castelli che, sfruttando le posizioni predominanti, furono oggetto di contesa tra le fazioni guelfe e ghibelline.
Al termine di questo periodo vi fu un periodo nel quale la zona fu al centro delle mire espansionistiche sia della Repubblica di Venezia che del Ducato di Milano, venendo sovente divisa dalle due entità politiche, con frequenti passaggi di proprietà.
A questa difficile situazione si aggiunsero alcune carestie e ondate epidemiche di peste (citate da Alessandro Manzoni ne I Promessi Sposi) che misero in seria difficoltà la popolazione, la quale tuttavia seppe sempre rialzarsi e riprendere le proprie attività.
Nel 1797 la totalità della valle divenne parte della Repubblica Cisalpina, restando territorio unito anche nei successivi passaggi del periodo Napoleonico (Repubblica sorella di Francia prima e Regno d'Italia Napoleonico poi) fino al 1815, quando andò sotto gli Austriaci che instaurarono il Regno Lombardo-Veneto; l'ultima variazione di nazionalità avvenne nel 1859, quando divenne parte del Regno d'Italia dei Savoia, mutato al termine del secondo conflitto mondiale - anche attraverso la Repubblica Sociale Italiana - nell'odierna Repubblica Italiana, membro dell'Unione europea.
L'unione amministrativa a livello provinciale della valle durò fino al 1992, quando l'istituzione della neonata provincia di Lecco inglobò parte del territorio dalla provincia di Bergamo dividendo in due la valle.

## Società

### Evoluzione demografica
Abitanti censiti

### Lingue e dialetti
Nella Valle San Martino è parlato il dialetto bergamasco, una variante appartenente al ramo orientale della lingua lombarda, che si è diffuso grazie al legame di lunga data che lega la Valle a Bergamo. Le parlate locali nella zona occidentale della Valle, risentono della vicinanza a Lecco e di conseguenza il vernacolo locale presenta delle affinità con il dialetto lecchese del quale riprende diverse parole.
Una caratteristica della toponomastica della zona è la presenza di diversi toponimi inizianti per Grom- (dal latino grūmus), indicante un poggio o un'altura: Grombosco, Gromlongo, Gromfaleggio ("collina delle felci").

### Religione
Ad eccezione della parrocchie di Gromlongo, Pontida e Roncallo-Gaggio (che, appartenendo al vicariato di Mapello-Ponte San Pietro, sono di rito romano e, tra l’altro anche unite in Unità Pastorale), le altre venti parrocchie della Valle San Martino fanno parte del vicariato di Calolzio-Caprino, che pur appartenendo alla diocesi di Bergamo segue il rito ambrosiano (rito liturgico caratteristico della diocesi di Milano).

## Geografia antropica

### Suddivisioni amministrative
I comuni che la costituiscono sono nove: di cui quattro appartenenti alla provincia di Bergamo e cinque alla provincia di Lecco.
| Comune             | Provincia | Superficie | Abitanti |
| ------------------ | --------- | ---------- | -------- |
| Calolziocorte      | Lecco     | 9,10 km²   | 13481    |
| Cisano Bergamasco  | Bergamo   | 7,82 km²   | 6151     |
| Pontida            | Bergamo   | 10,38 km²  | 3268     |
| Caprino Bergamasco | Bergamo   | 8,78 km²   | 3021     |
| Vercurago          | Lecco     | 2,12 km²   | 2726     |
| Torre de' Busi     | Bergamo   | 8,97 km²   | 2174     |
| Monte Marenzo      | Lecco     | 3,06 km²   | 1860     |
| Carenno            | Lecco     | 7,79 km²   | 1375     |
| Erve               | Lecco     | 6,20 km²   | 686      |
| Valle San Martino  | –         | 64,22 km²  | 34742    |